# OUYA
Ouya (МФА: / uːˌjə /, зареєстрована як OUYA) — ігрова приставка на базі операційної системи Android. Створена за сприяння Джулії Урман та дизайнера Іва Беара. Розробка відбувалася за допомогою сервісу краудфандингу Kickstarter, зібравши $ 8,5 млн.
Консоль була вперше продемонстрована в грудні 2012 року та вийшла 25 червня 2013 року. OUYA відноситься до восьмого покоління ігрових консолей разом з PlayStation 4, Xbox One і Wii U.

## Історія
Ідея створення недорогої домашньої ігрової приставки на базі Android була анонсована 3 липня 2012 командою експертів на чолі з працівницею Vivendi Universal, IGN, GameFly та інших ресурсів Джулією Урман (під ніком Boxer8) і дизайнером Івом Беаром. Через тиждень почалася кампанія зі збору коштів на сервісі Kickstarter, яка через тиждень дала понад мільйон доларів.
Влітку 2013 група Джулії Урман підтвердила наявність робочого прототипу, і висловила ідею створити магазин додатків та ігор. Прототип працював на Android 4.1 та використовував чип Nvidia Tegra 3. Ціна фінальної версії складала 99 $ (95 $ для 1000 перших, хто пожертвував кошти на Kickstarter). На кінець кампанії свої внески зробили 63416 осіб, давши разом $8596474.
Наприкінці липня 2015 року стало відомо, що OUYA купується компанією Razer. Магазин OUYA буде з часом перезапущено під брендом Cortex для Android TV, тоді як випуск самої приставки продовжиться під брендом OUYA  і надалі. Razer підтримувала онлайн-сервіси для OUYA і Forge TV, в тому числі магазин додатків і систему акаунтів з прив'язкою куплених в мережі ігор, ще чотири роки.
25 червня 2019 року онлайн-сервіси були закриті.

## Технічні характеристики[3]

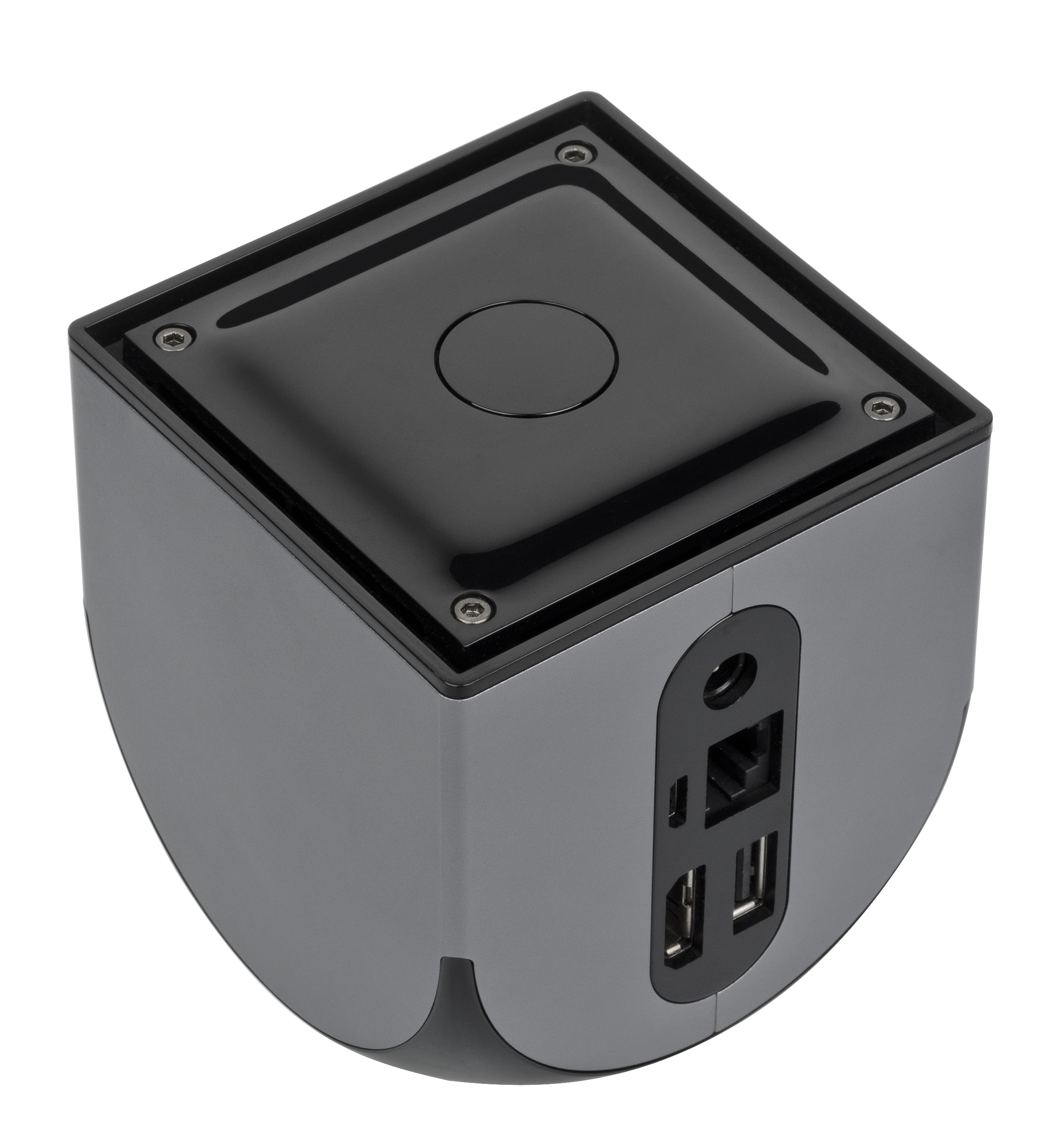
Консоль Ouya, задня панель

OUYA виконана в формі куба зі сторонами по 75-мм. Приставка використовує телевізор як дисплей і з'єднання через порт HDMI. Вона поставляється з одним бездротовим контролером, але може підтримувати кілька. На верхній грані знаходиться кнопка включення, яка підсвічується під час роботи. Ззаду розташовані роз'єми HDMI, Ethernet, USB 2.0 і Micro USB.
Всі компоненти приставки розміщені на одній платі та охолоджуються відносно великим кулером.
Геймпад OUYA дизайном подібний на геймпад Xbox 360. Кнопки відрізняються за кольором і утворюють назву консолі. У центрі контролера міститься тачпад.
| Операційна система    | Android 4.1.2 Jelly Bean                           |
| Процесор              | Nvidia Tegra 3 (Т33), Quad-Core 1.7 GHz Cortex A9. |
| Графіка               | Nvidia GeForce ULP GPU.                            |
| Пам'ять               | 8 ГБ, 16 ГБ                                        |
| Оперативна пам'ять    | 1 ГБ (LPDDR2)                                      |
| Бездротові технології | Wi-Fi, Bluetooth 4,0                               |
| Роз'єми               | Micro USB, USB 2.0, HDMI (720p/1080p), Ethernet.   |

## Ігри
На OUYA можна запускати практично всі ігри, доступні на інших пристроях під управлянням Android. На консолі встановлена модифікована версія Android 4.1, а замість стандартного магазину додатків Google Play OUYA користується власним, Discover, де всі ігри можна безкоштовно спробувати перед покупкою. В магазині використовується віртуальна клавіатура, на якій кожна буква вибирається і підтверджується з геймпада. OUYA передбачає установку ігор зі сторонніх джерел, проте їх коректна робота не гарантується.
В тому ж магазині існує розділ з емуляторами багатьох консолей і комп'ютерів, від Commodore 64 і NES до PlayStation та Nintendo DS.
Програма Kainy дозволяє транслювати зображення гри з ПК через OUYA на екран телевізора. Ouya не передбачає соціальних функцій, як збереження скріншотів, запис відео чи досягнення.